# Horst Föhr
Horst Joachim Föhr (* 6. Februar 1944 in Cochem an der Mosel) ist ein deutscher Manager.

## Leben
Horst Föhr machte 1962 sein Abitur an einer Oberschule in Kairo. Nach dem Studium der Rechtswissenschaft und Volkswirtschaft an den Universitäten Mainz (1962 bis 1964) sowie 1964 bis 1968 in Bonn und Köln wurde Horst Föhr, nachdem er von 1967 bis 1971 seinen Juristischen Vorbereitungsdienst am Oberlandesgericht Köln absolviert hatte, 1972 an der Universität Bonn zum Dr. jur. promoviert.
Von 1972 bis 1980 war er Justitiar der IG Bergbau und Energie in Bochum und Leiter der Abteilung Mitbestimmung. 1980 bis 1991 war er Mitglied des Vorstandes der Aral AG in Bochum, zuständig für Personalwesen und Auslandsgeschäft, Finanz- und Rechnungswesen, Controlling, Logistik. 1991 bis 1992 war er Vorstand für Personal und Recht bei der TAKRAF AG in Leipzig. Von 1992 bis Dezember 1994 war Föhr Personalvorstand der Treuhandanstalt Berlin.
Seit 1. Mai 1995 war er Mitglied des Vorstandes der Deutschen Bahn AG und als Arbeitsdirektor verantwortlich für das Vorstandsressort Personal, seit 1. August 1999 auch für die Rechtsangelegenheiten des Konzerns.
Föhr wurde auf der Aufsichtsratssitzung am 5. Dezember 2001 von seinem Posten abberufen und wechselte ab 1. Januar 2002 auf die Position des Sprechers der Geschäftsführung der DB Services GmbH. Diese Tochtergesellschaft der Deutschen Bahn hatte 20.000 Mitarbeiter mit ca. 2 Mrd. € Umsatz. In dieser Gesellschaft wurden die Verantwortung für das Immobilienvermögen des Konzerns und die infrastrukturellen und technischen Dienste der DB gebündelt. 2003 schied Horst Föhr aus der DB AG aus.
Von 2003 bis Mai 2015 war Horst Föhr Vorsitzender des Aufsichtsrates der Gesobau AG, einer landeseigenen Wohnungsbaugesellschaft des Landes Berlin mit ca. 40.000 Wohnungen. Horst Föhr berät in- und ausländische Unternehmen in Personal- und Immobilienfragen.

## Veröffentlichungen
- Wachstum und Vollbeschäftigung durch wettbewerbsfähige Arbeitskosten. Friedrich-Ebert-Stiftung, 2004.
- Anforderungen an eine Modernisierung der Mitbestimmung aus unternehmerischer Sicht. Friedrich-Ebert-Stiftung, 2000.
- Herausforderungen, Hindernisse und Chancen der Personalpolitik im DB-Konzern. In: Personalreform für die Wissenschaft. Verlag Bertelsmann-Stiftung, Gütersloh 1999, S. 83–98.
- Arbeitsrecht für Arbeitnehmer. 1978; 4., vollständig überarbeitete Auflage. Bund-Verlag, Köln 1989.
- Willensbildung in den Gewerkschaften und Grundgesetz. Schweitzer, Berlin 1974.